# Burgfestspiele Mayen

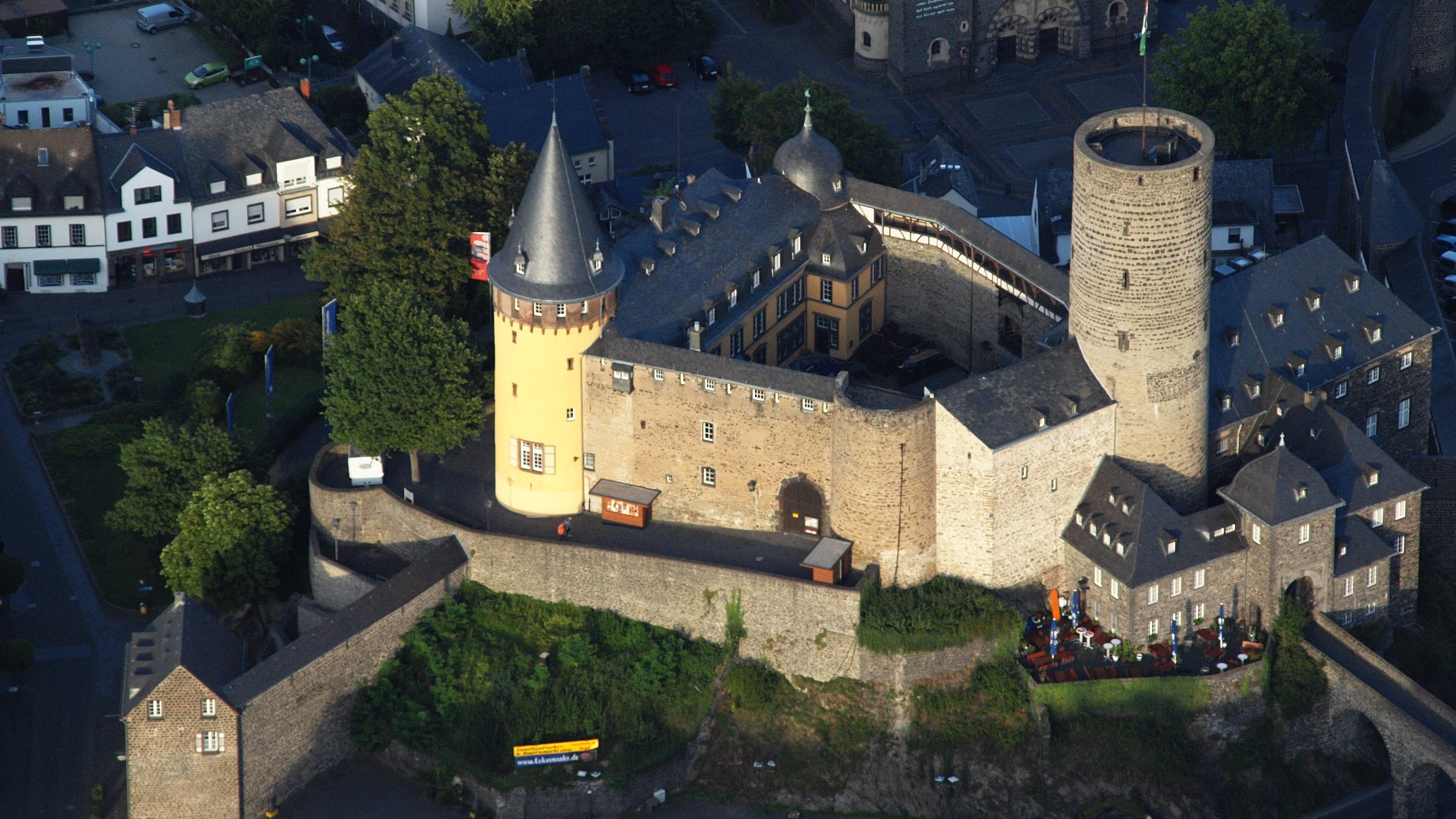
Genovevaburg mit Innenhof (2015)

Die Burgfestspiele Mayen sind eine Veranstaltung der Stadt Mayen im Landkreis Mayen-Koblenz und fester Bestandteil des kulturellen Lebens in Rheinland-Pfalz. Seit 1987 arbeiten die Burgfestspiele Mayen unter eigener Intendanz und mit einem jährlich wechselnden eigenen Ensemble. Die über 120 Veranstaltungen an zwei historischen Spielstätten werden in der Saison zwischen Ende Mai und Ende August von rund 30.000 Zuschauern besucht. Intendant ist seit der Spielzeit 2022 Alexander May. Die Burgfestspiele Mayen sind Mitglied im Verbund Zehn deutsche Festspielorte. Pate der Burgfestspiele ist der Schauspieler Mario Adorf, Ehrenbürger der Stadt Mayen.

## Spielstätte
Eingebunden in die mittelalterliche Stadtbefestigung erhebt sich die Genovevaburg oberhalb des Marktplatzes an der Südwestseite der Stadt. Im Innenhof der Burg stehen auf dem Spielplan jedes Jahr ein Familienstück, ein Schauspiel sowie eine musikalische Produktion. Die Tribüne bietet Platz für 492 Zuschauer. Die Kleine Bühne der Festspiele befindet sich im Alten Arresthaus. Auf dem Spielplan stehen hier kleine Schauspielproduktionen. Die Bestuhlung des Bistros im Innenhof bietet Platz für 100 Zuschauer.

## Geschichte
1980 wurde die Genovevaburg anlässlich ihres 700-jährigen Bestehens während einer Woche zur Bühne. Die Aufführung der Genovevasage am Fuße der Burg begeisterte die Mayener Bevölkerung und die Besucher, sodass man sich entschloss, die Burgfestspiele zu einer festen Einrichtung werden zu lassen. 1982 wurde erstmals der Innenhof der Burg zur Kulisse für Jedermann und Dornröschen. Im Folgenden bestimmten Gastspiele der Landesbühne Rheinland-Pfalz und anderer Festspielstädte das Programm. Aufgrund stetig steigender Zuschauerzahlen und immer größerer Beliebtheit der Festspiele wurden 1987 die Burgfestspiele Mayen unter eigener Intendanz ins Leben gerufen. Zu den ehemaligen Intendanten gehört Hans-Joachim Heyse, der dort auch als Schauspieler auftrat. In der Spielzeit 2017 erreichten die Burgfestspiele mit über 36.000 Zuschauern einen neuen Besucherrekord. Im Vorfeld der SWR1 Hitparade (Rheinland-Pfalz) die 2018 in Mayen stattfand, dienten die Burgfestspiele für einen Flashmob. Interpretiert wurde The Sound of Silence in der Version von Disturbed.

### Intendanten
- 1988: Rudolf Heinrich Krieg
- 1988–2004: Hans-Joachim Heyse
- 2004–2007: Pavel Fieber
- 2007–2016: Peter Nüesch
- 2016–2021: Daniel Ris
- Seit 2021: Alexander May

### Schauspieler
In den vergangenen gut drei Jahrzehnten sind bei den Burgfestspielen unter anderem aufgetreten: Fritz Barth, Matthias Brenner, Katharina Burowa, Thomas Fehlen, Franz Friedrich, Frank Gersthofer, Hans-Joachim Heyse, Frank Jacobsen, Andreas Klaue, Heinz Dieter Köhler, Gerrit Krause, Anne Müller, Jürgen Nimptsch, Annette Potempa, René Schnoz, Ann-Cathrin Sudhoff, Udo Thomer und Eva Wiedemann.